# Raja Chari
Raja Jon Vurputoor Chari (* 24. června 1977) je americký zkušební pilot a astronaut NASA, 575. člověk ve vesmíru. Nalétal více než 2 000 letových hodin. Od podzimu 2021 do jara 2022 absolvoval pobyt na Mezinárodní vesmírné stanici (ISS), kde byl členem Expedice 66.

## Život a vzdělání
Raja Chari se narodil 24. června 1977 v Milwaukee ve Wisconsinu. Vyrůstal ve městě Cedar Falls ve státě Iowa a navštěvoval vysokou školu Columbus. V roce 1999 absolvoval Akademii leteckých sil Spojených států s bakalářským titulem v astronautickém inženýrství a inženýrských vědách, s maturitou v oboru matematika. Získal stáž v Charles Stark Draper Laboratory na Massachusettském Institutu Technologií, kde studoval automatizované orbitální setkání a získal magisterský titul v astronautice a letectví.
Chari je ženatý s Holly Schaffter Chari, také rodačky z Cedar Falls, a má tři děti.

## Kariéra v letectvu
Po ukončení magisterského studia začal Chari navštěvovat vysokoškolský pilotní výcvik na Vanceově letecké základně. Podstoupil výcvik na letounu F15E Strike Eagle na letecké základně Seymoura Johnsona. Následně byl přemístěn na letiště Elmendorf AFB a RAF Lakenheath a nasazen do války v Iráku. Navštěvoval americkou Školu námořních testovacích pilotů a byl zkušebním pilotem na Eglinově letecké základně. Chari sloužil jako časově zaměřený důstojník CENTCOM. Chariho posledním úkolem před jeho výběrem byl velitel 461. letové testovací letky.

## Astronaut NASA
V červnu 2017 byl Chari vybrán do 22. skupiny astronautů NASA a v srpnu se hlásil k zahájení dvouročního výcviku na astronauta.
V prosinci 2020 byl Chari vybrán jako součást týmu astronautů Artemis, „aby mohl pomoct lunárním misím, včetně vyslání první ženy a dalšího muže na procházku po měsíčním povrchu v roce 2024.“
Ve stejném měsíci se stal prvním astronautem z 22. skupiny astronautů, který byl vybrán na vesmírnou misi, a to Space X Crew-3 s očekávaným startem na podzim 2021. Společně s astronauty Thomasem Marshburnem, Matthiasem Maurerem a Kaylou Barronovou odstartoval v lodi Endurance 11. listopadu 2021 a téhož dne se připojili k ISS, kde zůstanou zhruba půl roku jako členové dlouhodobé Expedice 66. Stal se – prakticky na den přesně po 40 letech od druhé mise raketoplánu Columbia – prvním astronautem NASA, který už při své první cestě do vesmíru velel posádce. Společně s Barronovou podnikl 15. března 2022 výstup do volného prostoru o délce 6 hodin a 54 minut, při němž provedli přípravné práce k umístění dalšího z nových solárních panelů iROSA na ITS-S4 (část S4 příhradového nosníku). O osm dní později absolvoval i druhý výstup o přesně stejné délce. Tentokrát spolu s Matthiasem Maurerem instalovali hadice na modul radiátorového ventilu, kterým prochází čpavek do radiátorů stanice kvůli udržování správné teploty systémů. Dále připojili napájecí a datový kabel na vědeckou plošinu Bartolomeo modulu Columbus, vyměnili externí kameru na příhradovém nosníku a provedli několik dalších úkonů k modernizaci hardwaru stanice. Loď s celou posádkou se od stanice odpojila 5. května 2022 a při pobřeží Floridy přistála o den později. První Chariho let trval 176 dní, 2 hodiny a 39 minut.

## Ocenění a vyznamenání
Má několik vojenských i skautské vyznamenání.